# Serafín Béjar Bacas
José Serafín Béjar Bacas (nacido en 1974 en Granada) es un sacerdote, teólogo y escritor, que actualmente es catedrático de Teología de la Universidad Loyola Andalucía con sede en la Facultad de Teología de Granada. Es sacerdote secular en la archidiócesis de Granada.

## Biografía intelectual
Entró al Seminario Metropolitano de Granada justo después de terminar sus estudios de enseñanza media. Estudió el Ciclo Institucional, o Bachiller, de Teología en la Facultad de Teología de Granada, donde a continuación hará la Licenciatura de Teología (1999). En seguida es enviado a realizar los estudios de Doctorado a la Universidad Pontificia Gregoriana de Roma. Allí se doctora en Teología Fundamental en el año 2003 con una tesis sobre las propuestas teológicas del italiano Bruno Forte y del español Olegario González de Cardedal.
Poco después de su estancia en Roma empieza a impartir clases en la Facultad de Cartuja de Granada, regida por la Compañía de Jesús. 
En el 2016 se doctoró en Filosofía por la Universidad de Granada con una tesis sobre el filósofo alemán Franz Hinkelammert titulada "El discernimiento de las racionalidades en F. J. Hinkelammert", bajo la dirección de José Antonio Pérez Tapias.
Su obra se ha centrado, a través de sus libros y numerosos artículos académicos, en poner en diálogo el cristianismo con los desafíos de la posmodernidad, sin dejar en ningún momento de presentar el proprium cristiano. Muestra de ello son algunos de sus artículos:
- "Inquietar al posmoderno o la infinita dignidad de lo concreto" (Proyección, 2005, n.º 216). ISSN 0478-6378
- "El debate sobre la laicidad: una nueva forma de encuentro fe y razón" (Proyección, 2005, n.º 218). ISSN 0478-6378
- "La palabra de la vida se manifestó. El cristianismo más allá del libro" (Estudios Eclesiásticos, 2008, n.º 329). ISSN 0210-1610
- "Realizaciones de lo cristiano en el escenario de una nueva evangelización" (Proyección, 2012, n.º 245). ISSN 0478-6378
- "Método teológico y credibilidad del cristianismo" (Theologica Xaveriana, 2014, n.º 117). ISSN 2011-219X
- "La vocación universitaria de la teología" (Scripta Theologica, 2017, v. 49, fasc. 3). ISSN 0036-9764
- "Cristianismo y posverdad" (Sal Terrae, 2018, n.º 1237). ISSN 1138-1094
- "Cultura, universidad, evangelio. Una propuesta de discernimiento cristiano de las racionalidades" (Gregorianun, 2018, v. 99, n.º 2). ISSN 0017-4114

En Youtube se pueden encontrar varias de sus charlas y conferencias sobre cristología y lo genuino de la fe cristiana.

## Libros publicados
- Donde hombre y Dios se encuentran: la esencia del cristianismo en Bruno Forte y Olegario González de Cardedal (2004). Valencia, Edicep. ISBN 84-7050-787-7
- Dios en Jesús: evangelizando imágenes falsas de Dios (2008). Madrid, San Pablo. ISBN 978-84-285-3286-0
- ¿Cómo hablar hoy de la resurrección?: lectura simbólico-narrativa del relato de Emaús (2010). Madrid, Khaf. ISBN 978-84-937615-8-5
- Cinco razones para creer. Experiencias de desproporción (2013). Maliaño, Sal Terrae.  ISBN 978-84-293-2067-1
- De los valores a las virtudes (2016). Con Francisco J. Alarcos. Madrid, CCS. ISBN 978-84-9023-379-5
- Y la palabra se hizo diálogo: 100 reflexiones al hilo de los evangelios (2016). Terrasa, Teukhos. ISBN 978-84-608-7434-8
- Los milagros de Jesús: una visión integradora (2018). Barcelona, Herder. ISBN 9788425440847